# Terezie Radoměřská
Terezie Radoměřská (* 21. února 1969) je politička, česká spisovatelka, překladatelka z němčiny, členka TOP 09 a starostka MČ Praha 1.

## Život
Její matka byla dcerou Jiřího Douglase Sternberga. V letech 1983 až 1987 vystudovala Gymnázium Jana Keplera v Praze. Vysokoškolské vzdělání absolvovala na Univerzitě Karlově v Praze – nejprve v oborech český jazyk, historie a pedagogika (1989 až 1996) a následně také teologie (2003 až 2009, získala titul Mgr.). Během studia také pracovala pro českou pobočku nadace Hanns-Seidel-Stiftung, think-tanku CSU.
Mezi roky 1995 až 1997 pracovala jako kastelánka hradu Český Šternberk, který restituoval její strýc Zdeněk Sternberg. Od roku 1997 se věnuje jako OSVČ překladatelství z německého jazyka a tlumočení. V letech 1997 až 2004 pracovala jako manažerka ve volebním, tiskovém a analytickém odboru pro Unii svobody.
Po pětiletém pobytu v Německu se v listopadu 2014 stala výkonnou ředitelkou think-tanku TOPAZ. Od roku 2010 působí také jako manažerka vzdělávání v TOP 09. Je poradkyní senátora Tomáše Czernina (TOP 09) a místopředsedkyní politického spolku Evropská unie žen.
Terezie Radoměřská žije v Praze na Malé Straně.

## Dílo
Věnuje se literární tvorbě:
- Vánoce pro kočku - 23 adventních pohádek a jeden opravdový příběh, 2008
- Opadané listy platanů = Abgefallene Blätter der Platanen, 2015

## Politická kariéra
Ve volbách do Senátu PČR v roce 2018 kandidovala za TOP 09 v obvodu č. 41 – Benešov. Se ziskem 8,99 % hlasů skončila na 5. místě.
Ve volbách do Evropského parlamentu v květnu 2019 kandidovala jako členka TOP 09 na 25. místě kandidátky subjektu s názvem "Starostové (STAN) s regionálními partnery a TOP 09", ale nebyla zvolena.
Ve volbách do zastupitelstvech v obcích v roce 2022 kandidovala jako členka TOP 09 na kandidátce této strany v městské části Praha 1 a byla zvolena do Zastupitelstva městské části Praha 1. Po volbách byla zvolena za starostku za koalici ODS, Piráti, ANO a uskupení Rezidenti 1. Pro Radoměřskou při volbách v zastupitelstvu hlasovalo 16 z 27 přítomných zastupitelů, když jedna ze zastupitelek Pirátů se zdržela, ale pro Radoměřskou hlasovala jedna z členek opozičního uskupení My, co tady žijeme.
Během války v Pásmu Gazy nechala na budově radnice vyvěsit vlajku Izraele, čímž se dostala do sporu s členy zastupitelské opozice v čele s bývalým starostou Pavlem Čižinským, kteří z důvodu páchání válečných zločinů v Gaze s přítomností izraelské vlajky nesouhlasili. V květnu 2025 na budovu radnice vrátila izraelskou vlajku, kterou kdosi strhl a nahradil palestinskou.